# L'Été 80
L'Été 80 est un recueil de textes de Marguerite Duras paru le 1er mars 1981 aux éditions de Minuit. Il regroupe dix articles écrits entre juin et août 1980 par l'autrice pour le journal Libération.

## Historique
L'œuvre est dédiée à Yann Andréa, dernier compagnon de l'autrice, et relate, en filigrane, la rencontre entre les deux écrivains.

## Éditions
- Les Éditions de Minuit, 1981  (ISBN 2707303240).